# Tasquente (província)
Tasquente (em usbeque: Toshkent) é uma província (viloyatlar) do Usbequistão com capital em Nurafshon. Tem 15 250 quilômetros quadrados e segundo censo de 2020, havia 2 941 908 habitantes.